# Museo Arqueológico de Ciudad Guzmán
Museo Arqueológico de Ciudad de Guzmán fue creado en los años cincuenta del siglo XX, en el año 1956 a propuesta de un conjunto de artistas como Juan José Arreola.

## Salas de exhibición
En una de estas encontraremos una exhibición acerca las culturas de occidentes, como lo son fotografías. De forma general se muestra el desarrollo cultural , económico y social.
Además cuenta con un catálogo de José Clemente Orozco, estas datan de los años 1930 y 1937.
Para finalizar encontraremos con piezas representativas de la etapa colonial, mostrándonos como este estado, padeció esta época trascendental. De los objetos destacan una pila bautismal y un ejemplo del XVII.